# 3D Rad
3D Rad 3D Rad es una herramienta de desarrollo gratuita para crear juegos, aplicaciones interactivas 3D y simulaciones físicas para Microsoft Windows XP/Windows Vista/Windows 7. Obras creadas con 3D Rad se pueden entregar al usuario final como una aplicación independiente o como una aplicación Web que se ejecuta en un Navegador.

## Tecnología
Específicamente diseñado con artistas de gráficos de computadoras en mente y no en programadores, su propósito es proporcionar el flujo de trabajo de desarrollo lo más simple posible, sin sacrificar la flexibilidad.
3D Rad se basa en una colección de componentes (llamados «objetos») que pueden ser combinados y configurados para interactuar de diversas maneras, para lograr, sin tener que escribir código alguno, objetivos como una puerta que se abre cuando se acerca un personaje, un vehículo que evita los obstáculos mientras sigue una pista de carreras, un personaje 3d ejecutando secuencias de animación específicas basándose en entradas del usuario, y así sucesivamente.
3D Rad permite la creación de proyectos bastante complejos con mínima o ninguna secuencias de comandos mediante el apoyo a la física por medio de una lista de propiedades de los tipos de objetos, y proporcionando objetos de «eventos»  especiales para implementar comportamientos condicionales y/o interactivos sin tener que aprender un lenguaje de programación.
En línea con su extremo diseño orientado a objetos, 3D Rad admite secuencias de comandos como objetos. Una secuencia de comandos creada por el usuario, como por ejemplo un conjunto de reglas de inteligencia artificial, pueden por lo tanto ser manejado como un módulo reutilizable que se puede aplicar a/o interactuar con otros objetos, incluyendo otros comandos.

## Editor Virtual
La edición visual es casi en su totalidad conducida por el ratón. Los tipos de objetos basados en la geometría (como mallas estáticas y animadas, los objetos físicos) puede ser visualmente combinados en una previsualización de la escena. Tipos de objetos complementarios, como  fuerzas, articulaciones, muelles, ruedas, también se puede configurar visualmente, por ejemplo mediante la orientación de un vector de intensidad o estableciendo lugares de unión y ejes. La edición visual es también compatible con algunos objetos de eventos, por ejemplo, para rastrear las zonas de detección.

## Formato de archivo 3D
3D Rad soporta modelos 3D en formato de archivo de DirectX (extensión de archivo .x). Formatos de textura soportados son BMP, JPG, DDS, PNG, TGA. Las animaciones 3D pueden ser basadas en huesos (esqueleto) o basados en fotograma a fotograma. Conjuntos de animación múltiples están soportados.

## Renderizado
Un tipo de objeto especial llamado «SkinMesh» es el medio por el cual el usuario crea modelos 3D, desde terrenos hasta personajes animados, pueden ser renderizados mediante un conjunto completo de shaders integrado, diseñados para trabajar juntos sin problemas. Efectos como objetos que reflejen el entorno real, refracción, resplandor, plasma, mapeo de relieve se puede habilitar para la geometría importada mediante la selección de un sombreado a partir de una lista desplegable y/o estableciendo parámetros numéricos en un cuadro de diálogo de propiedades. El modelo de iluminación soporta luz direccional, luces puntuales, píxel shaders, sombras volumétricas, mapas de luz, mapas de sombras, niebla.

## Efectos Visuales
Una variedad de efectos especiales, como fuego, humo, plasma, rastros, fulgor de lente (lens flare), agua animada, calcomanías (decals),  superposición (overlay) de efectos gráficos (gfx), están soportados por tipos de objetos especiales (por ejemplo, emisores de partículas, sprites) que se suelen combinar con mallas o imágenes creados por el usuario. Efectos de postprocesamiento, como la resplandor (bloom), difuminado (blur), se puede activar mediante la configuración de los objetos cámara.

## Modos de Vista
Modos de vista de primera persona y de 'a bordo', así como cámaras de persecución inteligentes en tercera persona que automáticamente evitan obstáculos, se puede lograr con sólo configurar el objeto de la cámara, después de visualmente situarla en sus objetos «padres»(por ejemplo, el lugar donde están los ojos del personaje) o mediante la asociación con sus «objetivos». Varias cámaras intercambiables, pantalla dividida y varios efectos integrados de «temblor de cámara» están soportados.

## Inteligencia Artificial
Coches controlados por la CPU están soportados de forma nativa como objetos especiales que pueden ser «insertados» a los coches virtuales creados por el usuario. La A.I. de personajes simples puede lograrse mediante la combinación de objetos visuales. Para comportamientos inteligentes artificiales más complejos se tienen que utilizar secuencias de comandos.

## Red, multijugador
3D Rad soporta un conjunto completo de funciones de red (comandos) que pueden utilizarse para renderizar en tiempo real, o en una PC remota, una simulación procesada en el equipo local, para intercambiar cadenas de texto entre ordenadores conectados, para descargar trabajo de arte del juego en un servidor remoto y para implementar funciones genéricas de múltiples jugadores.

## Efectos de Sonido, música
Los archivos de sonido en formato .wav u .ogg pueden ser utilizados ya sea como emisores de sonido 3d en el espacio virtual o como sonido estéreo "global" usado normalmente como música de fondo y efectos de sonido (sfx) de la interfaz.